# Sorin Vlaicu
Sorin Vlaicu (n. 3 iunie 1965 Șimian) este un fost jucător român de fotbal, actualmente antrenor de copii și juniori în cadrul FC Timișoara.

## Cariera de club
Vlaicu a debutat la FC Politehnica Timișoara în 1987,unde și-a petrecut o mare parte din cariera de fotbalist profesionist.
După 5 ani s-a transferat la campioana Europei, Steaua Roșie Belgrad.
Nu s-a impus ca titular la sârbi și a revenit ,,acasă la Poli până în 1995.
Cea de-a doua experiență în afara României a fost la Békéscsaba 1912 Előre SE,în Ungaria.
A revenit pentru a treia oară la Poli în 1996,rămânând până în 1999 la gruparea alb-violetă. 
Ajuns la 34 de ani a părăsit orașul de pe Bega pentru FC Drobeta-Turnu Severin,dar după doar un sezon semneaă cu CSP UM Timișoara,unde se și retrage.

## Cariera internațională
Sorin Vlaicu a și-a reprezentat patria în 4 ocazii între 1991-1992.
Realizări: Cupa Yugoslaviei-1993.